# Error humà

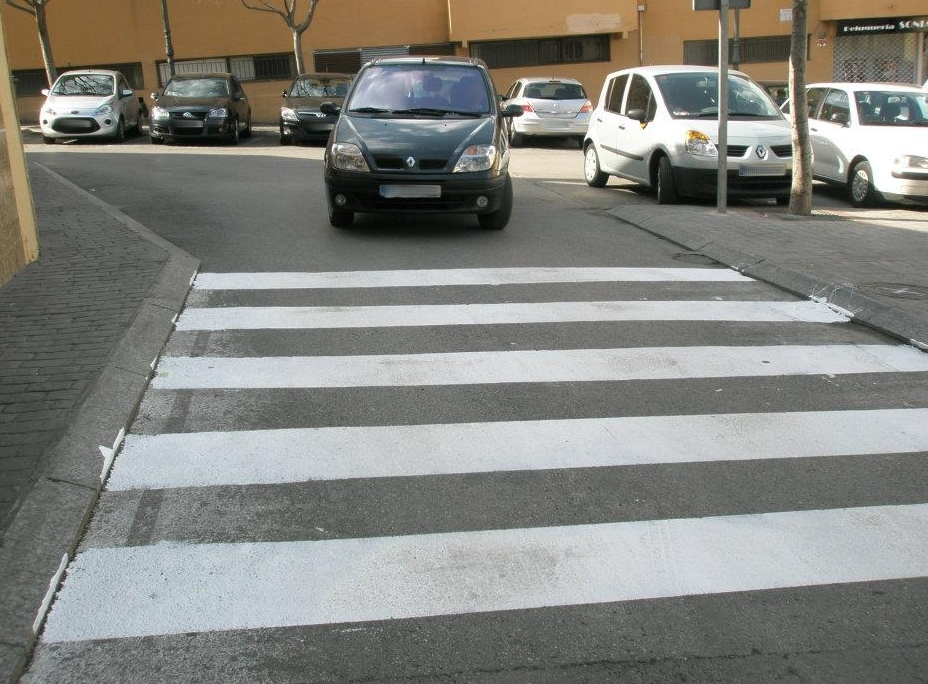
Pas de zebra mal pintat a Godella (Horta Nord).

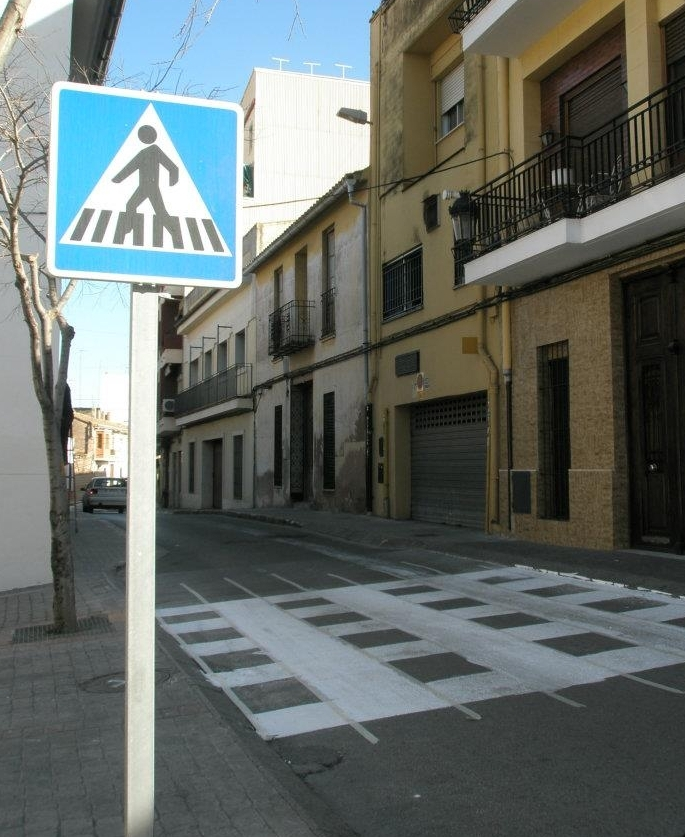
El mateix pas de zebra amb l'errada en procés de rectificació.

L'error humà és una expressió que indica que un succés desfavorable està fortament condicionat per l'activitat de les persones que participen directament o indirectament en la realització i control d'un procés, a vegades es pot atribuir a una mala praxi de les persones implicades. Ha estat citat com una causa o factor influent en catàstrofes i accidents en indústries tan diverses com: centrals nuclears (accident de Txernòbil, aviació (error del pilot), exploració espacial (accident del transbordador espacial Challenger), medicina (error mèdic), construcció (Pont del Mil·lenni). En determinades ocasions un error pot generar que s'executin d'una cadena d'actes inevitables i de vegades imprevistes d'accions o d'esdeveniments que afecten el sistema d'on l'acció és originària; és l'efecte cascada.

## Categories de l'error humà
Hi ha moltes maneres de catalogar l'error humà:
- Exogen vs endogen (originant des de fora vs des de dins de l'individu).

- Assessorament en una situació VS planificar una resposta i distincions relacionades en:

1. Errors en la detecció del problema.
2. Errors en el diagnòstic del problema.
3. Errors en la planificació i l'execució.

- Per nivell d'anàlisi: a través de percepcions (per exemple: il·lusions òptiques) VS cognitiu VS comunicació VS organització.

L'estudi cognitiu de l'error humà és un camp de recerca molt actiu, incloent-hi tasques relacionades amb el límit de la memòria i atenció i també estratègies de presa de decisions. Aquestes estratègies poden ser útils i correctes, però poden induir a pautes d'error sistemàtiques.

## Anàlisis i sistemes de classificació dels factors humans
Les anàlisis i sistemes de classificació dels factors humans van ser desenvolupats inicialment com un esquema per a entendre l'error humà com una causa (motiu) dels accidents d'aviació. Està basat en els raonaments de l'error humà en sistemes complexos (Model del formatge suís de Jeames Reason). Les anàlisis i sistemes de classificació dels factors humans distingeixen entre els "errors actius" d'actes insegurs i els "errors latents" de precondicions per a actes insegurs, supervisió insegura i influències organitzacionals. Aquestes categories van ser desenvolupades empíricament basant-se en diversos informes d'accidents d'aviació.
Els actes insegurs van ser duts a cau per l'humà operador en la línia frontal (per exemple: el pilot, el controlador aeri, el conductor…). Els actes insegurs poden ser per errors (per exemple decisions preses) o bé per violacions (rutinàries o excepcionals). Els errors aquí són similars als discutits anteriorment. Les violacions són el menyspreu de les normes i procediments. Com el nom implica, les violacions rutinàries són les que passen habitualment i són normalment tolerades per les organitzacions o autoritats. Les violacions excepcionals són inusuals i poc freqüents. Per exemple conduir a 90 km/h en una zona limitada de velocitat a 80 km/h és una violació rutinària, però conduir a 150 a la mateixa zona és excepcional.
Hi ha 2 tipus de precondicions per a actes insegurs: els que relacionen l'estat intern de la persona operadora i els que relacionen les formes de treballar de la persona operadora. Estats interns adversos inclouen aquells que estan relacionats a la fisiologia (per exemple malalties) i estats mentals (per exemple fatiga mental, distraccions). Un tercer aspecte d'estat intern és un desajust entre les habilitats i les tasques demanades a l'operador. La falta de pràctica és un altre tipus de precondició per a actes insegurs. Aquests inclouen un equip pobre de recursos de direcció (tasques com la de lideratge i la comunicació) i un personal poc preparat.
4 tipus de supervisió insegura són: 
- Supervisió inadequada.

- Planejar operacions inapropiades.

- Errors al corregir problemes coneguts.

- No supervisió.

Les influències organizacionals inclouen aquells recursos relacionats amb la direcció (per exemple inadequat personal o recursos de finançament) clima organitzacional (estructures, polítiques y cultures) i processos organitzacionals (com procediments, calendaris).
Alguns investigadors han descobert que la dicotomia de les accions humanes com "correcte" o "incorrecte" és una perjudicial simplificació d'un complex fenomen. Un punt de vista en la varietat de l'actuació humana i en com les persones operadores poden aconseguir que la variabilitat pugui ser un apropament més profitós. A més a més, com es diu més a dalt, el concepte de resiliència destaca la conducta positiva que els humans poden jugar en complexos sistemes.

## Tècniques d'anàlisi per la fiabilitat humana
Existeixen una varietat de mètodes existents per l'anàlisi de la fiabilitat humana. Dos tipus de mètodes són aquells basats en l'assessorament de la probabilitat de risc i els basats en una teoria cognitiva de control.

### Tècniques basades en PRA
Un mètode per analitzar la fiabilitat humana és una extensió de l'assessorament de la probabilitat de risc (PRA): de la mateixa manera que un equip pot fallar en una planta, també ho pot fer un operador humà al cometre errors. En els dos casos, una anàlisi (descomposició funcional per l'equipament i l'anàlisi de tasques per humans) articularia un nivell de detall que permetria assignar la fallada o la probabilitat d'error. Aquesta idea bàsica està darrere de Technique for Human Error Rate Prediction (THERP. Swain & Guttman, 1983). THERP pretén generar la probabilitat d'error humà que s'incorporaria en un PRA. L'Accident Sequence Evaluation Program (ASEP) és una forma simplificada del THERP; una eina computacional associada és Simplified Human Error Analysis Code (SHEAN). Més recentment, la US Nuclear Regulatory Commission ha publicat el Standardized Plant Analysis Risk (SPAR).

### Tècniques de Control cognitiu
Erik Hollnagel ha desenvolupat aquesta manera de pensar amb el seu treball a la Contextual Control Model (COCOM) i el Cognitive Reliability and Error Analysis Method (CREAM). COCOM modela l'activitat humana com una sèrie de mètodes de control estratègics (basats en planificació a llarg termini), tàctics (basats en procediments), oportunistes (basats en el context actual), i aleatoris; i proposa un model de com esdevenen les transicions entre aquests mètodes de control. Aquest model de transició de mètodes de control consisteix en un seguit de factors, incloent-hi l'estimació del resultat d'una acció (èxit o fallada) per part de l'operador humà, el temps que resta per complir l'acció (adequat o inadequat), i el nombre d'objectius simultanis de l'operador humà en aquell moment. CREAM és un mètode d'anàlisi basat en COCOM.

### Tècniques relacionades
Les tècniques relacionades en seguretat enginyeril i fiabilitat enginyeril inclouen el Mode de Fallada i l'Anàlisi de conseqüències, Hazop, Arbre de fallada i Systems Analysis Programs for Hands-on Integrated Reliability Evaluations.